# 汕头蟹蛛
汕头蟹蛛（学名：Thomisus swatowensis）为蟹蛛科蟹蛛属的动物。在中国大陆，分布于汕头等地。该物种的模式产地在汕头。